# Budureasa
Budureasa (Bondaraszó en hongrois) est une commune roumaine du județ de Bihor, en Transylvanie, dans la région historique de la Crișana et dans la région de développement Nord-Ouest.

## Géographie
La commune de Budureasa est située dans le sud-est du județ, à la limite avec le județ de Cluj, dans les Monts Bihor, partie des Monts Apuseni, à 12 km à l'est de Beiuș et à 72 km au sud-est d'Oradea, le chef-lieu du județ.
Budureasa est la commune la plus vaste du județ, son territoire montagneux culmine au Mont Buteasa, à 1 792 m d'altitude.
La municipalité est composée des cinq villages suivants (nom hongrois), (population en 2002) :
- Budureasa, Bondoraszó (1 574), siège de la commune ;
- Burda, Borda (413) ;
- Saca, Száka (239) ;
- Săliște de Beiuș, Belényesszelestye (264) ;
- Teleac, Telek (181).

## Histoire
La première mention écrite du village de Budureasa date de 1583 sous le nom de Budwduraz. Le village de Saca est mentionné dès 1537, celui de Teleac en 1580 et ceux de Burda et Săliștea de Beiuș en 1588.
La commune, qui appartenait au royaume de Hongrie, en a donc suivi l'histoire.
Après le compromis de 1867 entre Autrichiens et Hongrois de l'empire d'Autriche, la principauté de Transylvanie disparaît et, en 1876, le royaume de Hongrie est partagé en comitats. Budureasa intègre le comitat de Bihar (Bihar vármegye).
À la fin de la Première Guerre mondiale, l'Empire austro-hongrois disparaît et la commune rejoint la Grande Roumanie au traité de Trianon.
En 1940, à la suite du deuxième arbitrage de Vienne, Budureasa fait partie des communes du județ restées sous souveraineté roumaine.

## Politique
| Période                                  | Période  | Identité         | Étiquette | Qualité |
| ---------------------------------------- | -------- | ---------------- | --------- | ------- |
| Les données manquantes sont à compléter. |          |                  |           |         |
| 2008                                     | 2016     | Vasile Radu Olea | PNL       |         |
| 2016                                     | En cours | Adrian Magda     | PSD       |         |

| Parti | Parti                                                 | Sièges |
| ----- | ----------------------------------------------------- | ------ |
|       | Parti national libéral (PNL)                          | 3      |
|       | Parti social-démocrate (PSD)                          | 3      |
|       | Alliance des libéraux et démocrates (ALDE)            | 2      |
|       | Union nationale pour le progrès de la Roumanie (UNPR) | 1      |
|       | Parti écologiste roumain (PER)                        | 2      |

## Religions
En 2002, la composition religieuse de la commune était la suivante :
- Chrétiens orthodoxes, 96,81 % ;
- Pentecôtistes, 2,61 % ;
- Adventistes du septième jour, 0,37 %.

## Démographie
En 1910, à l'époque austro-hongroise, la commune comptait 2 918 Roumains (96,88 %), 47 Roms (1,56 %) et  40 Hongrois (1,33 %).
En 1930, on dénombrait 2 849 Roumains (98,07 %), 10 Hongrois (0,34 %), 6 Juifs (0,21 %) et 39 Tsiganes (1,34 %).
En 1956, après la Seconde Guerre mondiale, 3 234 Roumains (99,14 %) côtoyaient 20 Hongrois (0,61 %) et 6 Allemands (0,18 %).
En 2002, la commune comptait 2 201 Roumains (82,40 %), 466 Roms (17,44 %) et 4 Hongrois (0,14 %). On comptait à cette date 729 ménages et 822 logements.
| 1880  | 1890  | 1900  | 1910  | 1920  | 1930  | 1941  | 1956  | 1966  |
| ----- | ----- | ----- | ----- | ----- | ----- | ----- | ----- | ----- |
| 2 287 | 2 556 | 2 717 | 3 012 | 2 772 | 2 905 | 3 249 | 3 262 | 3 021 |

| 1977  | 1992  | 2002  | 2007  | - | - | - | - | - |
| ----- | ----- | ----- | ----- | - | - | - | - | - |
| 2 972 | 2 819 | 2 671 | 2 669 | - | - | - | - | - |

## Économie
L'économie de la commune repose sur l'agriculture, l'élevage, l'exploitation des forêts et la transformation du bois. Un grand projet d'exploitation de carrières de calcaire et de brucite (oxyde hydraté de magnésium) est en cours de réalisation.
La commune dispose d'un très grand potentiel de développement touristique : grottes, station de Stana de Vale.

## Communications

### Routes
Budureasa est située sur la route régionale DJ764A qui la relie à l'ouest à Beiuș et à la nationale DN76 Oradea-Deva et qui monte à l'est vers la station de Stana de Vale à 1 102 m d'altitude.

## Lieux et monuments
- Parc naturel des Monts Apuseni ;

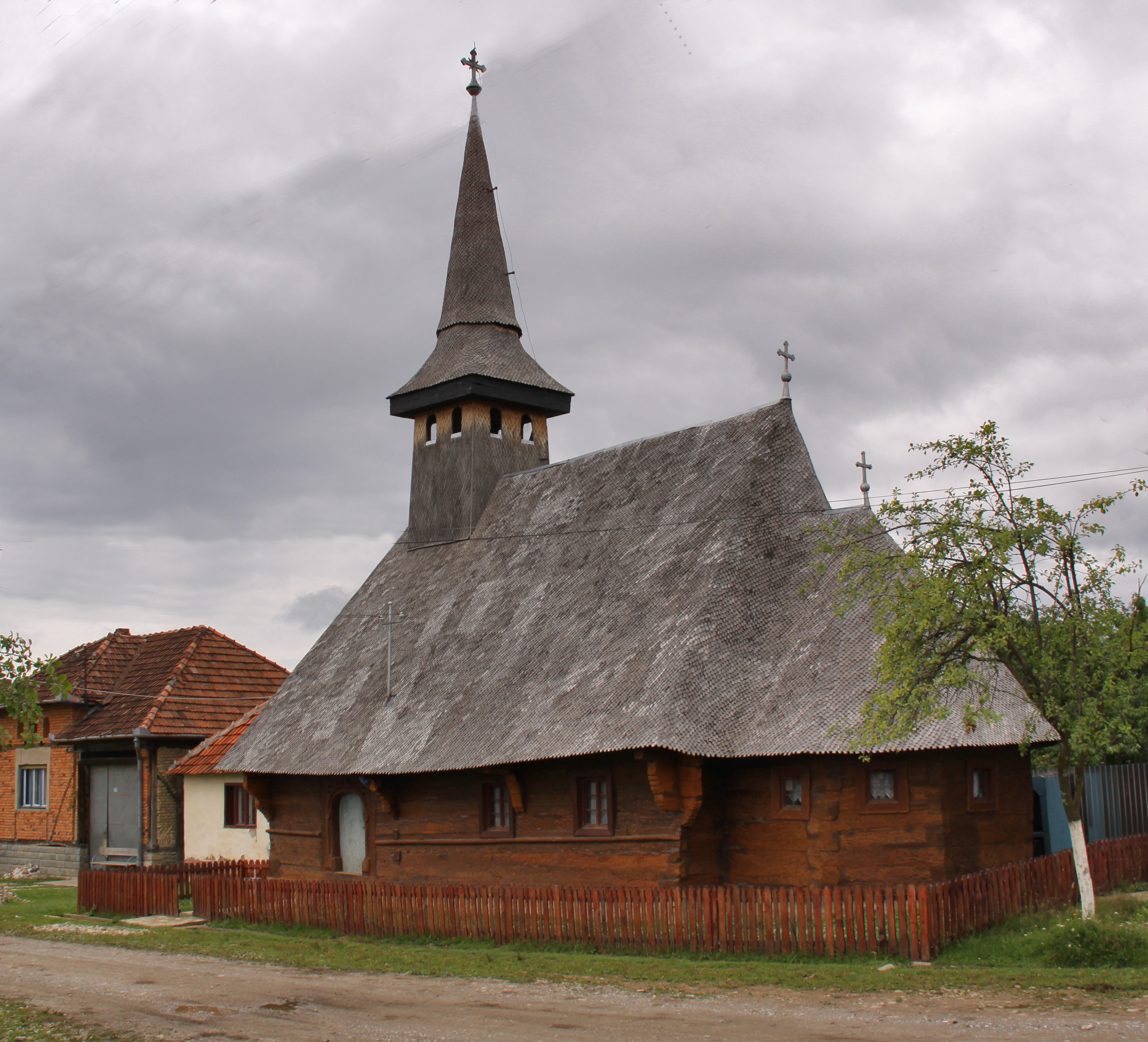
L'église de Saca

- Saca, église orthodoxe en bois St Georges datant de 1793, classée monument historique[6].
- Station de vacances de Stana de Vale.